# 叠氮化锶
叠氮化锶是一种无机化合物，化学式为Sr(N3)2。它可由叠氮化氢和氢氧化锶八水合物（或碳酸锶）的反应制得。它在潮湿空气中和二氧化碳反应生成碳酸锶。它在含15-冠-5（[15]crown-5）的溶液中结晶，可以得到Sr([15]crown-5)(N3)2(H2O)。它和五氮化三磷在高温、高压下反应，可以得到亚氨基氮代磷酸锶（SrP3N5NH）。